# Isle of Palms
Isle of Palms – jedna z wysp barierowych należących do Sea Islands, leżąca u wybrzeży Karoliny Południowej w hrabstwie Charleston. Leży około 10 km na wschód od Charleston. Wyspę w 2000 roku zamieszkiwało 4583 mieszkańców. Na wyspie jest jedna miejscowość o tej samej nazwie oraz jest zlokalizowany znany resort wypoczynkowy Wild Dunes. Dostęp do wyspy jest mostem ze stałego lądu oraz z leżącej na południe Sullivan’s Island.